# Каратальский район
Каратальский район (каз. Қаратал ауданы) — административная единица на западе Жетысуской области Казахстана. Название района — по одноимённой реке Каратал. Административный центр — город Уштобе. Также на территории района находятся населённые пункты Жанаталап, Каражиде, Ескельди би, Акжар, Кальпе, Копбирлик, Бастобе, Тастобе и другие.

## География
Каратальский район находится в северной части Жетысуской области. На востоке он граничит с Аксуским районом, на юго-востоке — с Ескельдинским, на юге — с Коксуским, на западе — с Балхашским. Своей северной границей Каратальский район выходит к озеру Балхаш, имеющему богатые рыбные запасы (судак, сазан, жерех, сом, лещ и другие). По территории района протекает река Каратал протяженностью 156 км.
Протяжённость автомобильных дорог общего пользования составляет 371 км, в том числе с твердым покрытием — 321 км. Расстояние до крупного мегаполиса — города Алматы — составляет 300 км, до областного центра — города Талдыкорган — 46 км.
Наличие железнодорожного сообщения и крупной узловой станции Уштобе обеспечивает выгодное географическое положение и выход на страны Средней Азии, регионы Восточной Сибири, Китая.
На территории района разведаны запасы целого ряда полезных ископаемых и природных ресурсов, наиболее значительными из которых являются месторождения поваренной соли, жильного кварца для оптического стекловарения, гранодиоритов (облицовочное сырье). Кроме этого имеются месторождения песка строительного и глин для производства кирпича, обнаружены запасы сульфата натрия.
Рельеф территории приурочен к Балхаш-Алакольской котловине и является преимущественно равнинным. На востоке и юго-востоке района расположены невысокие горы Кызылжар и Ушкара.
Климат континентальный. Средние температуры января варьируются от −10 до −14 °С, средние температуры июля — 22—24 °С. Годовое количество атмосферных осадков составляет 200—400 мм.
Почвы серозёмные, лугово-серозёмные, песчаные. В низовье реки Каратал на площади 814,4 га расположены лесные массивы и дикие кустарники, богатые дичью; водятся кабаны, косули, волки и другие виды животных.

## История
Издревле берега рек Каратал, Или, юго-восточное побережье озера Балхаш были населены казахами Старшего Жуза.
На территории Каратальского района находятся мавзолеи Ескельды би (1692—1780), Балпык би, Жолбарыс батыра, Айту би, Карымбай би.
До образования Каратальского района его будущая территория входила (1924—1928) в состав Талды-Курганского уезда Джетысуйской губернии Киргизской АССР, переименованной в 1925 году в Казахскую АССР. Образование Каратальского района произошло в рамках ликвидацией всех губерний Казахской АССР, при которой территория АССР была разделена на округа и районы. Образование современного Каратальского района как отдельной административно-территориальной единицы обусловлено строительством Турксиба, в ходе которого была построена железнодорожная станция Уштобе — будущий районный центр.
- 1928 — образование Каратальского района, в составе Алма-Атинского округа, Казахской АССР, с центром в урочище Караченгель. После образования, в связи с неоднократными административно-территориальными изменениями областей, Каратальский район входил в состав:
  - Талды-Курганской области в 1944—1956, 1967—1991;
  - Алма-Атинской области в 1928—1944, 1956—1967, с 1991 года.
- 1930 — местным населением организованы антисоветские выступления против исполнителей политики «Малого Октября» и коллективизации. Восстания казахов в районе были подавлены, после чего начались их массовые откочевки в Китай.
- 1932—1933 — период голода. Тураром Рыскуловым в докладе Сталину, Кагановичу, Молотову, помимо прочего, отмечено:

В Каратальском районе в прошлую зиму во время насильственного переселения на оседание три казакских аула в другое место* погибла половина населения. В том же районе по свед[ениям] местн[ого] ОГПУ) за декабрь и 10 дней января 1933 г. умерло 569 чел[овек] от голода, подобрано за то же время на ст[анции] Уштюбе на площадке Каратальстроя и рисосовхозе больше 300 трупов.— Докладная записка № 116, от 09.03.1933 г.
В 1937 году проходила насильственная депортация корейцев из Дальневосточного края СССР в Казахстан и Среднюю Азию; в Алматинскую область (главным образом в Каратальский район и поселения по линии Турксиба) было депортировано более 4100 хозяйств.
С 1942 по 1952 год в районном центре Уштобе работал старейший в Казахстане национальный театр — Республиканский государственный корейский театр музыкальной комедии, основанный в 1932 году во Владивостоке.
В 1940 году в Каратальской долине велось первое крупное водохозяйственное строительство в Казахстане — были построены Каратальская плотина и разветвленная оросительная система для нужд сельского хозяйства Каратальского района.
За годы Великой Отечественной войны (1941—1945) более 10 тысяч каратальцев ушли на фронт; из них погибло более 2,5 тысяч человек. Более 800 каратальцев были удостоены боевых наград. Четверо каратальцев награждены званием Герой Советского Союза, тридцать один — званием Герой Социалистического Труда. Более 34 тысяч семей были приняты в Каратальском районе с оккупированных Германией советских территорий.
В мае 1944 года Айна-Булакский, Бижинский, Большевистский, Кзыл-Булакский, Коксуйский, Муканчинский, Мукринский, Октябрьский сельсоветы и Кировский поссовет были переданы в новый Кировский район.
16 февраля 1960 года к Каратальскому району была присоединена часть территории упразднённого Бурлю-Тобинского района.
В 1961 году районный центр Каратальского района Уштобе получил статус города.
В Каратальский район, в годы репрессий[какие?], направлялись ссыльные поселенцы. В их числе, на станции Уштобе, отбывали ссылку епископы Макарий (Кармазин) и Порфирий (Гулевич), позже были расстреляны, и в 2000 году были причислены к лику святых Новомучеников и Исповедников Российских. В первой половине XX века, в результате крупнейших политических и военных событий в СССР, Каратальский район стал родиной представителей многих национальностей — русских, украинцев, белорусов, корейцев, немцев, балкарцев, чеченцев, ингушей, турок и курдов: в настоящее время в районе проживают представители 32-х национальностей и народностей.

## Административное деление
Каратальский район состоит из г. Уштобе и Бастобинского, Елтайского, Балпыкского, Ескельдинского, Айтубинского, Карашенгельского, Канбактинского, Тастобинского, Кызылбалыкского сельских округов.
1. Балпыкский сельский округ
2. Ельтайский сельский округ
3. Ескельдинский сельский округ
4. Байшегирский сельский округ
5. Сельский округ Жолбарыс батыр
6. Кызылбалыкский сельский округ
7. Айтубийский сельский округ
8. Тастобинский сельский округ

## Население
Национальный состав (на начало 2019 года):
- казахи — 29 237 чел. (62,32 %)
- русские — 10 277 чел. (21,91 %)
- турки — 41 чел. (0,09 %)
- корейцы — 3317 чел. (7,07 %)
- курды — 2111 чел. (4,50 %)
- чеченцы — 597 чел. (1,27 %)
- уйгуры — 451 чел. (0,96 %)
- немцы — 228 чел. (0,49 %)
- татары — 325 чел. (0,69 %)
- украинцы — 63 чел. (0,13 %)
- другие — 267 чел. (0,57 %)
- Всего — 46 914 чел. (100,00 %)

## Известные люди
В Каратальском районе, в разное время, родились, жили, работали:
- Бондаренко, Яков Александрович — герой-панфиловец;
- Байсеитов, Канабек — деятель казахской оперы, Народный артист КазССР;
- Косенков, Иван Васильевич — Герой Советского Союза;
- Мамыров, Маулен Сатымбаевич (род. 1970) — казахский борец вольного стиля, бронзовый призёр Олимпиады-1996 в Атланте, Заслуженный мастер спорта Казахстана (1994).
- Митченко, Никита Андреевич — герой-панфиловец;
- Римова, Бикен — деятель театра, кино, Народный артист КазССР;
- Токаев, Кемель — писатель, отец второго президента Казахстана Касым-Жомарта Токаева;
- Искаков, Болат Газизович — советский и казахский государственный, военный деятель;
- Тазабеков Тлепбай Тазабекович - советский и казахский ученый, деятель образования, доктор сельскохозяйственных наук.
- Сон, Лаврентий Дядюнович — советский и казахстанский кинорежиссёр.
- Ким, Петр Сергеевич — старший агроном Уш-Тобинской МТС, Герой Социалистического Труда(1948).
- Ким Ен Сун (1926—2009) — звеньевая колхоза имени Ворошилова, Герой Социалистического Труда (1948).
- Ли, Надежда — звеньевая колхоза имени МОПРа, Герой Социалистического Труда (1948).
- Мун, Капитолина Ивановна — звеньевая колхоза имени МОПРа, Герой Социалистического Труда (1948).
- Пак, Надежда — звеньевая колхоза имени МОПРа, Герой Социалистического Труда (1948).
- Пак, Николай Васильевич — звеньевой колхоза имени Максима Горького, Герой Социалистического Труда (1948).
- Цой Чан Гын — колхозник колхоза «Красный Восток», Герой Социалистического Труда (1950).               * Құлахметов Төлеген - старший чабан совхоза Каратальский, Герой Социалистического Труда (1981)